# ORGEL
ORGEL (für organique eau lourde) hieß ein Reaktorprojekt der EURATOM.
In diesem Projekt sollte ein organisch gekühlter Natururanreaktor mit schwerem Wasser als Moderator entwickelt werden. Das Projekt begann 1960 am Kernforschungszentrum Ispra. Dort gab es bereits einen mit schwerem Wasser gekühlten und moderierten 5 MW-Forschungsreaktor, der jedoch angereichertes Uran benötigte. Die Wahl von Natururan als Brennstoff entsprach der damaligen deutschen wie der französischen Atompolitik, ebenso die Verwendung von schwerem Wasser als Moderator. Dagegen stellte die Kühlung mit organischer Substanz ein Novum dar.
Bei Projektbeginn hatte Deutschland nichts dagegen einzuwenden. Einige Jahre später gab es jedoch bereits nationale Entwicklungen wie Demonstrationskraftwerke vom Typ Leichtwasserreaktor, außerdem hatte ein Projekt zum Bau eines Brutreaktors in Karlsruhe begonnen, so dass ORGEL in Deutschland als unwillkommene Konkurrenz angesehen wurde. An dem deutsch-französischen Gegensatz scheiterte das Projekt schließlich.
1967 schrieb die Kommission von Euratom den Bau eines ORGEL-Prototypreaktors aus. Es ging jedoch nur ein Angebot eines deutsch-französisch-italienischen Konsortiums ein. Zu einem Vertragsschluss kam es nicht.